# Primostek
Primostek este o localitate din comuna Metlika, Slovenia, cu o populație de 130 de locuitori.